# Arkemheen
Arkemheen este o arie protejată (arie de protecție specială avifaunistică — SPA) din Țările de Jos întinsă pe o suprafață de 1.422 ha, integral pe uscat.

## Localizare
Centrul sitului Arkemheen este situat la coordonatele 52°14′47″N 5°27′20″E / 52.2465°N 5.4555°E.

## Înființare
Situl Arkemheen a fost declarat arie de protecție specială avifaunistică în martie 2011 pentru a proteja 2 specii de animale.

## Biodiversitate
Situată în ecoregiunea atlantică, aria protejată nu include niciun habitat protejat.
La baza desemnării sitului se află mai multe specii protejate de  păsări (2): rață fluierătoare (Anas penelope), Cygnus columbianus bewickii